# 市立自然史博物館 (ヴェネツィア)
市立自然史博物館（イタリア語：Museo di storia naturale di Venezia）は、イタリアのヴェネツィアにあるカナル・グランデに面する博物館である。ヴェネツィアの潟の自然や歴史をメインテーマとしており、11のヴェネツィアの美術館や博物館などから構成されるFondazione Musei Civici di Venezia(MUVE)の1つでもある。
13世紀、カナル・グランデに面するFondaco dei Turchiという商館が建造され、1381年にフェラーラの君主Niccolò II d'Esteに引き渡された。1621年から1838年の間はトルコ商人の商館となり、1865年に大規模な改修が行われ、1923年から現在の博物館となった。
博物館は植物学、昆虫学、動物の標本、化石、民族学などの所蔵品が約200万点にも及ぶ。また図書館には4万点の蔵書がある。
- 博物館内に展示されているオウラノサウルスの化石
- 博物館内の庭園